# 路勁基建
路勁基建有限公司，簡稱路勁基建（英語：Road King Infrastructure Limited，港交所：1098），在1994年，由惠記集團有限公司創立一家主要經營基建公路、高速公路、中國房地產等企業公司。股份在1996年7月4日，在香港交易所主板上市。總部位於香港九龍尖沙咀廣東道9號港威大廈第6座5樓501室。
路勁現時持有房地產組合投資約港幣340億元，包括土地儲備逾5,600,000平方米，主要位於長三角及渤海灣地區。路勁目前的收費公路項目包括位於中國的四條高速公路，總里程逾300公里。
2016年8月30日路勁基建以9.9億港元的代價，奪得新界丈量約份第103約地段第1066號住宅地，樓面呎價約2,690港元。該項目已命名為山水盈，預計於2021年入伙。
2017年2月28日港鐵公司公佈路勁基建與平安不動產資本合組的財團怡騰投資有限公司，以補地價金額逾46.84億港元（即每方呎約8,119港元，分紅比例固定為35%），奪得黃竹坑站上蓋第一期項目，佔地約1.1公頃（約11.84萬平方呎），可建兩幢住宅大廈，提供約800伙，樓面面積約57.7萬平方呎。該項目已命名為晉環，預計2022年落成。
2017年6月21日路勁基建旗下間接全資附屬益城與深圳控股全資附屬Medos成立的合資企業深勁有限公司，以約31.69億港元奪得屯門第56區管翠路的屯門市地段第520號的用地，以最高可建樓面面積472,949平方呎計算，每平方呎樓面地價約6,700港元。該項目已命名為凱和山，預計2024年落成。
2023年，因中港房地產價值下跌，路勁稅後虧損37.61億港元。

## 主要股東
於2016年12月31日：
- 惠記集團有限公司41.36%
- 深業集團有限公司27.34%[3]

## 旗下公司
- 勁投國際

## 外部連結
- RoadKing.com.hk （页面存档备份，存于）